# سلميديا
سلميديا هي شركة إنتاج وتوزيع تلفزيوني مصرية.

## المؤسسون
- مها سليم، هي ممثلة شركة سلميديا للإنتاج الفني في ورئيس مجلس ادارة الشركة.

## الأعمال

### مسلسلات
- الكبير أوي الجزء الرابع
- الكبير أوي الجزء الخامس
- الرحلة
- 30 يوم
- الخانكة
- يا أنا يا إنتي
- عائلة زيزو
- الوالدة باشا
- حكاية حياة
- مع سبق الإصرار
- نعم مازلت آنسة
- شبر ميه